# Lake Blackshear
Der Lake Blackshear (auch Warwick Reservoir) ist ein Stausee am Flint River im US-Bundesstaat Georgia.

## Dammbruch 1994
Am 9. Juli 1994 gab es einen Dammbruch am Lake Blackshear (Flint River Dam) bei Warwick im Crisp County, der 15 Tote zur Folge hatte.
Der Erddamm war 700 Fuß (210 m) lang, weniger als 15 m hoch und der Stausee hatte eine Fläche von 8600 Acres (ca. 34,8 km²). Der Flint River war 1930 aufgestaut worden, um Strom aus Wasserkraft zu erzeugen. Der Stausee diente der Erholung.
Nach Patrick McCully handelte es sich um zwei Erddämme von weniger als 15 m Höhe, die während des tropischen Wirbelsturms (Hurrikan) Alberto brachen, als sie durch Hochwasser überströmt wurden. Nach anderen Angaben brachen bei dem Unwetter in Georgia insgesamt 217 Dämme und Deiche, wobei noch weitere Menschen umkamen. Der Sturm dauerte 11 Tage an und es fielen bis zu 30 Inch (762 mm) Regen. Große Teile von Georgia waren Katastrophengebiete. Das Hochwasser von 1994 war statistisch eine 500-Jahre-Flut.
Von dem Dammbruch am Lake Blackshear waren vor allem die Orte Bainbridge, Albany und Newton betroffen. 5000 Familien wurden durch den Dammbruch obdachlos und rund 25.000 Personen mussten ihre Häuser verlassen. Das weiter unterhalb gelegene Newton wurde noch 15 bis 20 Fuß (4,5 bis 6 m) unter Wasser gesetzt.
Der Staudamm wurde wieder aufgebaut. Die Kosten dafür betrugen 7 Millionen US-Dollar.